# Baldassare Reina
Baldassare Reina (San Giovanni Gemini, Sicilia, 26 de noviembre de 1970) es un prelado católico italiano. Entre 2022 y 2024, fue Obispo Auxiliar de Roma y Obispo Titular de Acquae in Mauritania.
Actualmente es Canciller del Pontificio Instituto Juan Pablo II para Estudios sobre el Matrimonio y la Familia
El Papa Francisco lo nombró cardenal el 7 de diciembre de 2024.

## Biografía
Reina entró en el seminario menor de Agrigento en 1981 y estudió filosofía y teología en la Pontificia Universidad Gregoriana, obteniendo la licenciatura en teología sagrada en 1995. 
Obtuvo la licenciatura en teología bíblica en la Gregoriana en 1998.

### Sacerdocio
El 8 de septiembre de 1995 fue ordenado sacerdote para la diócesis de Agrigento por el obispo Carmelo Ferraro.
De 1998 a 2001 fue asistente diocesano de Acción Católica y vicerrector del seminario de Agrigento. De 2001 a 2003 fue párroco de la parroquia Beata Maria Vergine dell'Itria en Favara. De 2003 a 2009 fue prefecto de estudios en el Instituto Teológico San Gregorio Agrigentino y de 2009 a 2013 párroco de San Leone en Agrigento. De 2013 a 2022 fue rector del seminario de Agrigento. En su arquidiócesis fue, durante varios períodos, profesor de Sagrada Escritura en el Instituto Superior de Ciencias Religiosas, profesor permanente en el Instituto Teológico San Gregorio Agrigentino, director de la Oficina de Cultura Arquidiocesana, canónigo del cabildo catedralicio, miembro del consejo presbiteral y del colegio de consultores.
Se incorporó al personal del Dicasterio para el Clero en 2022.

### Episcopado
El 27 de mayo de 2022, el papa Francisco lo nombró obispo titular de Acquae in Mauritania y obispo auxiliar de Roma. Recibió su consagración episcopal junto con otros dos nuevos obispos auxiliares de Roma el 29 de junio en la Archibasílica de San Juan de Letrán de manos del cardenal Angelo De Donatis. Se le confió la responsabilidad de la atención pastoral del sector occidental de la diócesis.
El 6 de enero de 2023, el papa Francisco lo nombró vicegerente de la diócesis de Roma y lo elevó al rango de arzobispo. En el Vicariato de Roma fue responsable de la administración de los bienes, los asuntos jurídicos, la secretaría general y la protección de los menores y las personas vulnerables. Cuando el cargo de vicario general de la diócesis de Roma quedó vacante el 6 de abril de 2024, Reina, como vicegerente, asumió las responsabilidades de ese cargo de manera provisional. El mismo día fue nombrado administrador apostólico de la diócesis de Ostia. Sus nombramientos para la diócesis de Roma se produjeron cuando el papa Francisco emprendió una reorganización de su organización y gestión, y Reina fue seleccionado para poner en práctica el nuevo programa de Francisco.

### Cardenalato
El 6 de octubre de 2024, el Papa Francisco anunció que planeaba nombrar a Reina cardenal el 8 de diciembre, fecha que luego se cambió al 7 de diciembre. El 25 de octubre, el Papa Francisco agregó el papel de Arcipreste de la Basílica Papal de San Juan de Letrán a sus responsabilidades y lo elevó al rango de arzobispo.
El 7 de diciembre de 2024, el Papa Francisco lo nombró cardenal, asignándole el título de Cardenal-Presbítero de Santa Maria Assunta y San Giuseppe a Primavalle.
El 19 de mayo de 2025 fue nombrado, por el papa León XIV, Gran Canciller del Pontificio Instituto Teológico «Juan Pablo II» para las Ciencias del Matrimonio y de la Familia.